# Троицкое (Павлоградский район)
Тро́ицкое (укр. Троїцьке) — село,
Троицкий сельский совет,
Павлоградский район,
Днепропетровская область,
Украина.
Код КОАТУУ — 1223587501. Население по переписи 2001 года составляло 1392 человека .
Является административным центром Троицкого сельского совета, в который, кроме того, входят сёла
Вербовое и
Левадки.

## Географическое положение
Село Троицкое находится на левом берегу реки Волчья и на реке Малая Терса,
на противоположном берегу реки Вольчя — село Великоалександровка (Васильковский район).
Через село проходит автомобильная дорога Т-0408.

## История
- На территории села Троицкое обнаружены курганы эпохи бронзы и остатки раннеславянского поселения Черняховской культуры.
- В письменных источниках село Троицкое впервые упоминается в 1776 году.

## Экономика
- ООО «Агро КМР».

## Объекты социальной сферы
- Школа.
- Детский сад.
- Клуб.
- Амбулатория.

## Достопримечательности
- Братская могила советских воинов.